# فيصل علي أكرم
فيصل علي أكرم (14 أكتوبر 1969 -)، شاعر وكاتب وأديب سعودي. ولد في مكة المكرمة، وتعلّم فيها، ثم انتقل إلى الرياض سنة 1989 وعمل موظفاً حكومياً لأكثر من عشر سنين، ثم استقال من الوظيفة ليتفرّغ تماماً للكتابة. نشر شعره في الصحف المحلية والخليجية، والعربية الصادرة في لندن، والكثير من الدوريات الثقافية العربية المتخصصة. والتزم منذ منتصف العام 1997 بكتابة الصفحة الأخيرة – بلا قيود – في مجلة (الشروق) الأسبوعية السياسية الصادرة عن جريدة الخليج في الإمارات حتى منتصف العام 2004, وكتب عدداً من الزوايا الثقافية الأسبوعية في صحف: الجزيرة، الشرق الأوسط، عكاظ، الحياة، المدينة، الزمان، البلاد، كما كتب (الصفحة الأخيرة) في عدد من المجلات الأسبوعية والشهرية. وهو عضو أسرة تحرير مجلة كتابات معاصرة الصادرة في بيروت، والمسؤول عنها داخل المملكة العربية السعودية. تُرجمت مختارات من شعره إلى لغات متعددة منها الإنجليزية والفرنسية والروسية واليابانية، ولا يزال يكتب بانتظام في صحيفة الجزيرة (أسبوعية: الثقافية) وعدد من الدوريات المتخصصة في الثقافة والأدب.

## مؤلفاته وكتبه
1. الخروج من المرآة، ط1: النادي الأدبي بالرياض 1997، ط2: دار الفارابي ببيروت 2009
2. التداخلات، ط1: مؤسسة إصدارات النخيل 1999، ط2: دار الفارابي ببيروت 2009
3. قصيدة الأفراد، وعشر قصائد تشبهها، طبعة الرياض، أكتوبر 2001.
4. مقدّمة الكتاب الأخير، النادي الأدبي بمنطقة حائل 2002.
5. الصوت.. الشارع، الرياض 2002
6. آتٍ من الوادي، دار الجداول 2003
7. كِـبَـار، دار كتابات، بيروت 2004
8. نِصْف الكتابة (نثرٌ وشِعر) ج1 - دار كتابات، بيروت 2004
9. سيف بن أعطى [ مداخل إلى الفصل الأول (سيرة) ]، دار الفارابي، بيروت 2007.
10. شربنا من الكون حتى العَدَمْ، دار الفارابي، بيروت 2009.
11. ديوان (حوار الليل ونجمة الصبح)، دار الفارابي ببيروت 2011
12. ديوان (من أجل حتى)، دار الفارابي ببيروت 2014
13. ديوان (نزعة.. وقصائد أخرى)، دار كلمات عربية القاهرة 2014
14. كتاب (طَرَب.. طَرَب - مقالات تتماهى مع أغنيات)، دار الكتب خان القاهرة 2014
15. كتاب (نصف الكتابة مرة أخرى) دار كلمات عربية، القاهرة 2015
16. ديوان (جانب الدائرة) دار الفارابي، بيروت 2016
17. سيرة سيف بن أعطى - طبعة مصر، المكتب العربي للمعارف بالقاهرة 2017
18. ديوان (كالطوق من حوْلي تربَّبع) المكتب العربي للمعارف، القاهرة 2017

## كتب اشتملت على بعض من سيرته وأعماله
1. الخليج يتحدث شعرا ونثرا – د. غازي عبد الرحمن القصيبي - المؤسسة العربية للدراسات والنشر
2. موسوعة الأدب العربي السعودي الحديث / مختارات - اللجنة العلمية – دار المفردات
3. التجربة الشعرية في المملكة العربية السعودية – د محمد صالح الشنطي – النادي الأدبي بمنطقة حائل ودار الأندلس للنشر
4. ملتقى جائزة أبها التاسع والعشرون 22/1423هـ - تحت رعاية الأمير سلطان بن عبد العزيز – لجنة الجائزة/ الأمير خالد الفيصل
5. نسيج الإبداع – عبد الله السمطي – دار المفردات
6. الأدب العربي في السعودية – د. عبد الملك مرتاض – كتاب الرياض
7. مختارات من الشعر العربي – رابطة الأدباء في الكويت – إصدار البيان
8. الكتاب السعودي خارج الحدود – د. أمين سيدو – مكتبة الملك فهد الوطنية
9. ملتقى قراءة النص 4– علامات في النقد: مجموعة كتّاب – نادي جدة الثقافي
10. الكتابة والأنماط – حمّو بو شخار – دار كتابات معاصرة
11. أعلام الطوافة والأدب - د. مسعد محمد الديب - مؤسسة الطوافة
12. الأسماء الاستنادية للمؤلفين السعوديين - إدارة الفهرسة - مكتبة الملك فهد الوطنية
13. الأسماء المستعارة للكتّاب السعوديين - محمد القشعمي - مكتبة الملك فهد الوطنية
14. دليل الأدباء بدول الخليج العربي - برعاية مجلس التعاون/ إعداد دار المفردات 1428هـ 2007م
15. الرثاء في الشعر السعودي من 1351 _ 1423 (رسالة مقدمة لنيل درجة الدكتوراه في الأدب العربي الحديث) إعداد هاجد بن دميثان بن محمد الشدادي - وزارة التعليم العالي - جامعة الإمام محمد بن سعود
16. لغة الشعر السعودي الحديث - دراسة تحليلية نقدية لظواهرها الفنية، د. هدى بنت صالح الفايز - رسالة دكتوراه طبعها النادي الأدبي بالرياض في كتاب 2011
17. إهداءات الكتب - محمد القشعمي - دار المفردات 2008م
18. مصطفى محمود.. سؤال الوجود - د. لوتس عبد الكريم، دار أخبار اليوم 2008
19. الزمن في الشعر السعودي (رسالة ماجستير) إعداد/ أسماء بنت عبد العزيز بن محمد الجنوبي - جامعة الإمام محمد بن سعود.
20. قاموس الأدب والأدباء في المملكة العربية السعودية - إعداد وتقديم: دارة الملك عبد العزيز (ثلاثة مجلدات) 2013
21. الاستثناء (غازي القصيبي.. شهادات ودراسات)، إصدارات الجزيرة الثقافية 2009 - التوزيع الخارجي: بيسان للنشر والتوزيع والإعلام.
22. كتاب (الصورة في شعر فيصل أكرم) فاطمة الأحمدي - رسالة ماجستير، جامعة طيبة 2016

بالإنجليزية: 
1. Beyond The Dunes -د. سلمى الخضراء الجيوسي- مؤسسة (بروتا) ودار النشر I. B. Tauris Publishers بالتعاون مع دار المفردات.

معارض تشكيلية: 
1. (حوارية الريح) كتالوج مطبوع عن معرض الفنان التشكيلي (فهد الحجيلان 2009) سمّي باسم قصيدة لفيصل أكرم تصدّرت العمّل - وقبله (أسطورة الريح) معرض يضم أربعين لوحة رسمها الفنان عن أربعين قصيدة للشاعر، أقيم عام 2004

## الجوائز والتكريم
1. الجائزة الأولى في الشعر من النادي الأدبي بالمنطقة الشرقية عام 1996.
2. جائزة أبها الثقافية (فرع الشعر العربي) عام 2002.
3. (شهادة استحقاق) من رئيس لجنة جائزة أبها، الأمير/ خالد الفيصل بن عبد العزيز
4. (شهادة تقدير) من المكتب الثقافي المصري بالرياض، السفير/ محمد عبد الحميد قاسم
5. (درع تكريمي) من منتدى الفكر القومي - بني كنانة (الأردن)

## من أمسياته الشعرية
1. أمسية تبوك (في النادي الأدبي بتبوك - مشتركة) 2006
2. أمسية الرياض (في النادي الأدبي بالرياض - منفردة) 2006
3. أمسية في المكتب الثقافي المصري بالرياض (مشتركة) 2006
4. أمسية لبنان (في مركز الحركة الثقافية بمدينة صور - منفردة) 2009
5. أمسية جدة (في النادي الأدبي الثقافي بجدة) 2010
6. مهرجان الرمثا الشعري بالأردن (ثلاث أمسيات خصصت لنصرة فلسطين) في: مدينة الرمثا، وبلدة الشجرة، وبني كنانة - في الفترة بين 9 - 11/6/2010

## مما قيل عن تجربته الشعرية والأدبية
- د. عبد العزيز المقالح: فيصل أكرم شاعر متمرّس يدرك معنى الشعر الملتزم ويعرف كيف يلتقط مفرداته..
- د. غازي القصيبي: فيصل أكرم لخّص حياتي كلها في عبارة شعرية واحدة بإحدى قصائده..
- د. محيي الدين اللاذقاني: ومشكلة فيصل أكرم – وربما حله أيضاً – في المزاوجة بين الحلم والواقع والممكن والمستحيل والصعب والمتحقق، فكأنّ لا حياة لشعره خارج نطاق الثنائيات المتضادة بين علف الحياة وذهبها، وجوهرها وتفاصيلها، وخصبها وجفافها..
- د. محمد علي شمس الدين: ولعلّ في عنوان الديوان الأول «الخروج من المرآة» ما يشي بهذه الخصوصية الصعبة في شعر فيصل أكرم، فالشعر عنده انعكاس لأشعة الخارج في مرآة الداخل، ونادراً ما كان يخرج من مرآته...
- الأديبة فاطمة ناعوت عن كتابه (سيف بن أعطى): هذا كتابٌ أصفُه بـ"العجيب"، والجديد التجريبيّ في آن. أعني في المستوى البنائيّ الجماليّ وليس المضمونيّ وحسب. بدءًا بعنوانه "سيف بن أعطى، مداخل إلى الفصل الأول"، ومرورا بالتركيب الفصليّ للكتاب. والحقّ أنني لم أقف على جنس أدبيّ بعينه ينتظم هذا العمل الصادر للشاعر فيصل أكرم. واختتمت مقالتها بالتأكيد: الحقُّ أن لا شيء يشبه هذا الكتابَ إلا نفسه، من حيث التركيب والتبويب ورشاقة السرد وشاعرية اللغة، ومن حيث المتعة الممزوجة بالمرارة التي يحصلها القارئُ مع السطور، وفيما بينها..
- شوقي أبي شقرا: ونحن نطرب مع الشاعر فيصل أكرم إذ لا بأس أن يبقى على الأصول وأن يمارس نهجه في هذا السبيل، وأن يعبر المعاني عبور الملتزم وعبور الشخص الصادق الذي لا يبتغي الانحدار من عل إلى أسفل، ومن أسفل إلى أسفل، بل أنه ينطلق من ذاته إلى ذاته ومن مدى إلى مدى.

## وصلات خارجية
قصيدة افتتاح مؤتمر الأدباء السعوديين:
https://www.youtube.com/watch?v=kzYq9vCwuYM
قناة الثقافية:
http://www.youtube.com/watch?v=WgacutScM40&feature=channel&list=UL
من شعر فيصل أكرم
http://www.youtube.com/watch?v=gHM10Xoil1E
ذات وكتاب
http://www.youtube.com/watch?v=vhSz-vq7Mfs
قناة أي إن بي:
http://www.youtube.com/watch?v=uenC3dYA7v4
مقابلة مع صحيفة الشرق الأوسط:
http://www.aawsat.com/details.asp?section=19&issueno=11807&article=614437
مقالة للمقالح:
http://www.akhbarak.net/articles/1103606-%D9%81%D9%8A%D8%B5%D9%84_%D8%A3%D9%83%D8%B1%D9%85_%D8%B4%D8%A7%D8%B9%D8%B1_%D9%8A%D8%AD%D8%A7%D9%88%D8%B1_%D8%A7%D9%84%D9%84%D9%8A%D9%84_%D8%A8%D9%82%D9%84%D9%85_%D8%AF_%D8%B9%D8%A8%D8%AF%D8%A7%D9%84%D8%B9%D8%B2%D9%8A%D8%B2_
مقالة لشمس الدين:
http://www.sauress.com/alhayat/49413
مقالة لأبي شقرا:
http://pulpit.alwatanvoice.com/articles/2011/06/05/229639.html
أسبوعية (الجزيرة الثقافية):
http://www.al-jazirah.com/culture/
أرشيف فيصل أكرم في صحيفة الجزيرة:
http://www.al-jazirah.com/writers/20132185.html